# The Hollow (Fernsehserie)
The Hollow ist eine kanadische Science-Fantasy-Zeichentrickserie von Vito Viscomi, bestehend aus zwei Staffeln.
Die erste Staffel wurde am 8. Juni 2018 auf Netflix veröffentlicht. Im Januar 2019 wurde sie um eine zweite Staffel erneuert, die am 8. Mai 2020 erschien.

## Handlung

### Staffel 1
Drei Teenager, die sich (nach Zetteln in ihren Hosentaschen) Adam, Mira und Kai nennen, wachen ohne Erinnerungen in einem hermetischen Raum auf, aus dem sie nach dem Lösen eines Rätsels entkommen. In dem Wald, in dem sie sich darauf befinden, erscheint ihnen, als sie um Hilfe rufen müssen, ein seltsamer blauhäutiger Mann, der sie durch ein Dimensionsportal an einen anderen Ort schickt. Von da an durchstreifen sie verschiedene Gegenden, wo sie stets neue Gefahren, Aufgaben oder Helfer erwarten. Während sie unterdessen rätseln, was mit ihnen passiert ist, ob sie etwa tot oder in einem Paralleluniversum sind, entdecken sie auch neue übermenschliche Fähigkeiten. Nachdem sie von einem sprechenden Baum die Aufgabe erhalten haben, einen magischen Stab namens Ishibo – eigentlich ein Ast, der ihm gestohlen und verwandelt wurde – zurückzubringen, begegnen sie drei weiteren Teenagern (Vanessa, Skeet und Reeve) mit Kräften. Bald darauf finden sie endlich heraus, dass sie in einem Videospiel stecken, welches aufgrund eines Glitch zu zerfallen droht. Es gelingt Adam, Mira und Kai das andere Trio zu übertrumpfen und die Aufgabe des Baumes zu erfüllen, wodurch ihnen der Weg zu dem Endgegner des Spiels freigemacht wird. Als sie diesen, einen Drachen namens Colrath, besiegt haben, ist das Spiel gewonnen und beendet.
In der Realität sind sie Teilnehmer an einer Spielshow mit VR-Technik des Spiels The Hollow. Der blauhäutige seltsame Fremde aus dem Spiel ist eigentlich der Moderator der Show und gratuliert den Teams, nachdem sie die VR-Brillen abgenommen haben. Während das Spiel in animierten Szenen dargestellt ist, wird die Realität als Realfilm gezeigt.

### Staffel 2
Adam, Mira und Kai, die im selben Ort wohnen, wachen in ihrem jeweiligen Zuhause auf, wo sich auch ihre Eltern bzw. Kais Butler befinden. Ihnen fällt aber auf, dass sie wieder animiert sind, während die anderen nichts davon bemerken und auch nichts von The Hollow zu wissen scheinen, woraus sie schließen, dass sie sich in einer digitalen Version ihrer Realität befinden. Gemeinsam mit Skeet gelangen sie durch ein Portal im Spielstudio wieder in die Spielewelt, wo Skeet gegen einen Gegner umkommt, wonach sie kurz darauf auch Vanessa und Reeve wiedersehen und sich mit ihnen verbünden. Nachdem sie zwei andere Teams gesehen haben, von denen eines verloren hat und in Pixel aufgelöst wurde und das andere versucht, das Spiel zu gewinnen, erkennen sie, dass eine neue Runde des Spiels gestartet wurde, aber sie immer noch darin festhängen. Zum Leidwesen Miras streiten sich andauernd Adam und Reeve, der früher in ihrem Team war und nach seinem Abwerben durch Vanessa von Kai ersetzt wurde, aber schließlich einigen sie sich auf Zusammenarbeit. Vanessa gesteht Kai, dass sie wohl Schuld an ihrer Lage sei, weil sie bei ihrer Spielrunde mit einem Zubehör geschummelt ist, dass sie ihre Erinnerungen behalten ließ, sodass sie von Anfang an wusste, dass es ein Spiel war, was wahrscheinlich den Glitch verursachte.
Als die Gruppe Freaky (den seltsamen Fremden) überzeugen kann, dass sie nicht bloß fehlerhafte Codes im Spiel sind, sondern sich an die reale Welt erinnern können, verrät er ihnen, dass die Hollow-Spielefirma heimlich von jedem Spieler digitale Klone erstellt und anhand ihrer Erinnerungen ihre natürliche Umgebung nachgestellt hat für ein Spiel namens The Hollow Life, wo externe Spieler der realen Welt auf die digitalen Klone zugreifen können. Das heißt, dass die Gruppe nur die digitalen Klone sind, während ihre realen Ichs in der Wirklichkeit existieren, wo auch Skeet weiterlebt. Auf Vanessas Vorschlag will Freaky die digitale Welt von Hollow Life von den Servern nehmen und offline schalten, damit nicht mehr auf sie zugegriffen werden kann und die digitalen Kopien der Gruppe, die selbständig fühlen und sich als real empfinden, dort ein normales Leben führen können. Bis ihm dies gelingt, müssen sie am Leben bleiben und verhindern, dass das dritte Team das Spiel gewinnt oder stirbt. Dieses Team (Nisha, Tyler, Iris) kann seinen Endgegner besiegen und das Portal zum Sieg öffnen, während Freaky es geschafft hat, Hollow Life offline zu nehmen und der digitalen Gruppe ein Portal zu ihrer Welt öffnet. Sie laufen gleichzeitig durch die Portale und die digitale Gruppe lebt nun friedlich in der Nachbildung ihrer Stadt als Freunde weiter.

## Figuren

### Spieler-Teams
Protagonisten-Team:
- Adam: Seine Fähigkeiten sind Superstärke und Agilität. Er übernimmt sehr schnell die Anführerrolle. In der zweiten Staffel wird bekannt, dass er schwul ist.
- Mira: Ihre Fähigkeiten sind, mit Tieren kommunizieren zu können sowie unter Wasser atmen und besonders gut schwimmen zu können. In der zweiten Staffel ist zu sehen, dass sie zwei Väter und einen jüngeren Bruder namens Miles hat; dieser spielt mit Kai häufig Videospiele.
- Kai: Seine Fähigkeit ist, Feuer erzeugen und kontrollieren zu können, was er auch so nutzt, dass er fliegen kann. Außerdem ist er ein Technik-Genie und kann Maschinen reparieren. In der zweiten Staffel erfahren die anderen beiden, dass er bzw. seine Familie reich ist und einen Butler namens Davis hat.

Gegnerisches Team (Staffel 1):
- Vanessa: Ihre Fähigkeit ist Fliegen. Sie täuscht Kai Gefühle vor.
- Reeve: Seine Fähigkeit ist Telekinese. Er ist am feindlichsten gesinnt gegenüber den anderen.
- Skeet (eigentlich Bernard): Seine Fähigkeit ist Superschnelligkeit. In der zweiten Staffel wird bekannt, dass er und Mira seit ihrer Kindheit befreundet sind. Sie hat ihm den Spitznamen Skeet verpasst; er nennt sie wiederum Meerkätzchen.

In der zweiten Staffel werden einige Hintergründe über die Teams bekannt: So war Reeve früher im Team von Mira und Adam, aber weil er und Adam sich dauernd gestritten haben und er glaubte, dass Adam ihn rauswerfen will, ließ Reeve sich von Vanessa für ihr Team abwerben. Nachdem nun ein Platz in ihrem Team frei war, rekrutierten Mira und Adam Kai. Um ihr neues Mitglied Reeve zu beeindrucken, hat Vanessa beim Spiel geschummelt.
Drittes Team (Staffel 2):
- Nisha: Sie besitzt wie Kai die Fähigkeit, Feuer zu kontrollieren und zu erzeugen, was ein Anzeichen dafür ist, dass etwas nicht stimmt, weil das Spiel eigentlich nicht erlaubt, dass zwei Spieler dieselbe Fähigkeit wählen. Sie ist die Anführerin des Teams, die die Initiative ergreift.
- Tyler: Seine Fähigkeit ist, Blitze/Elektrostöße aus seinen Händen zu erzeugen oder vom Himmel kommen zu lassen.
- Iris: Ihre Fähigkeit ist, sich selbst riesig zu machen.

### Figuren des Spiels (Auswahl)
- Der seltsame Fremde (auch „Freaky“ genannt) / Showmaster Gustav: ein blauhäutiger Mann, der erscheint, wenn man Hilfe braucht, und Portale erschafft, um Spieler an andere Orte zu schicken. Wer diese benutzt, verliert aber Energie. In der Realität ist er der Showmaster des VR-Tournaments (Episode Colrath).

Staffel 1:
- Toros: ein riesiger, wilder Minotauros in einem Pyramiden-Labyrinth, dem die zivilisierten, sprechenden Minotauren feindliche Besucher zum Fraß ausliefern.
- Hexen: Sie erscheinen den Spielern zunächst in einer Küche als eine freundliche Frau, die für sie backt, verwandelt sich aber in eine auf allen vieren kriechende Hexe, die ihre Seele verzehren will. Es gibt drei von ihnen, die nacheinander auftauchen.
- Tod: einer der apokalyptischen Reiter. Die Spieler erhalten die Aufgabe, sein Pferd Mr. Jeepers zu heilen.
- Kyklop: der gutmütige, aber dumme Wächter eines Leuchtturms, dessen Lampe kaputt ist.
- Eisenholzbaum: ein weiblicher Baum, der den Teams die Aufgabe gibt, die Waffe „Ishibo“, die aus einem gestohlenen Ast erschaffen wurde, zurückzubringen.
- Akuma (japanisch für Dämon) / Andy Kuma: der Anführer der Akki-Mönche, einer Kriegerrasse, der dem Baum den Ast gestohlen hat, um die Superwaffe Ishibo zu erschaffen. Adam kämpft gegen ihn und besiegt ihn. In der zweiten Staffel erscheint er als Showmoderator Andy Kuma, der ihnen das Drei-Türen-Rätsel aus Geh aufs Ganze! stellt, das Mira löst.
- Benjamin und Benjamini: zwei Bodybuilder in einem Freizeitpark, die Ringertrikot tragen und identisch aussehen, abgesehen davon, dass Benjamini eine kleine Version von Benjamin ist.
- Dave: ein scheinbar blinder Greis. Er gibt den Spielern ein Rätsel auf, das sie zum Eis führt.
- Mutanten-Spinnen: erscheinen zunächst als feindlich, weil sie die Spieler in Kokons hüllen und verschleppen, aber ihr Gift hat heilende Wirkung.
- Colrath: ein sprechender Drache als der Endgegner des Spiels.

Staffel 2:
In der zweiten Staffel erscheinen mehrere der Figuren aus Staffel 1 für das Spiel des neuen Teams zurückgesetzt an einem anderen Ort: einem Jazzclub. Freaky tritt dort als Sänger auf, der Tod steht an der Bar, Benjamin und Benjamini arbeiten als Kellner. Neue Figuren, auf die die Gruppe treffen, sind etwa:
- Red Cap: eine Gnomin, die in einem Schloss, ähnlich wie Colraths, lebt. Sie trägt eine rote Kappe; wenn diese austrocknet, wird die Gnomin sterben, weswegen sie Besucher mit ihrer Sichel angreift, um die Kappe mit Blut zu befeuchten.
- Cherufe: ein Lavawesen in einem Vulkan auf einer Insel, das von dort aus als „Großer Erhabener“ über einen Stamm humanoider Papageien regiert, die ihm Besucher opfern.
- Puzzlehead: ein Wesen mit einem Zauberwürfel als Kopf in einer Welt voller bunter geometrischer Formen und Bahnen. Er spricht nur in Reimen und stellt der Gruppe Rätsel, auch mal mehr als er zuvor angekündigt hat.
- Jules Voulcan: ein französischer Alchemist und Erfinder, der in einem Schloss Chateau Carcolh lebt und als Haustier eine riesige Schnecke namens Lou(ie) besitzt. Er benutzt einen Trank, der ihn unsichtbar macht, hat aber auch durch ein Mittel Vanessa und Reeve mit einem Bann(, dem auch seine Schnecke unterliegt,) belegt, wodurch sie die Gruppe angreifen.
- Brynhilda: eine Wikingerin, deren Schiff in einer Bucht durch die Seeschlange Tursas festgehalten wird, die bereits viele furchtlose Wikinger gefressen hat, wodurch ihre Mannschaft nur noch aus vier mutlosen und ungeeigneten Männern besteht: Elof, Halvar, Rangvald und Gorm, der auch Dichter, Bäcker und Bestatter ist.

In einer Märchenwald-Welt sind Figuren wie Feen, ein Brückentroll, die drei kleinen Schweinchen und Rumpelstilzchen zu sehen.

## Episodenliste

### Staffel 1
| Nr. (ges.)                                                              | Nr. (St.) | Deutscher Titel | Originaltitel  | Regie         | Drehbuch     |
| ----------------------------------------------------------------------- | --------- | --------------- | -------------- | ------------- | ------------ |
| 1                                                                       | 1         | Der Raum        | The Room       | Josh Mepham   | Vito Viscomi |
| 2                                                                       | 2         | Die Wüste       | The Desert     | Greg Sullivan | Vito Viscomi |
| 3                                                                       | 3         | Apokalypse      | Apocalypse     | Josh Mepham   | Vito Viscomi |
| 4                                                                       | 4         | Der Leuchtturm  | The Lighthouse | Greg Sullivan | Vito Viscomi |
| 5                                                                       | 5         | Ishibo          | Ishibo         | Josh Mepham   | Vito Viscomi |
| 6                                                                       | 6         | Untot           | Undead         | Greg Sullivan | Vito Viscomi |
| 7                                                                       | 7         | Das Rätsel      | The Riddle     | Josh Mepham   | Vito Viscomi |
| 8                                                                       | 8         | Eis             | Ice            | Greg Sullivan | Vito Viscomi |
| 9                                                                       | 9         | Kokon           | Cocoon         | Josh Mepham   | Vito Viscomi |
| 10                                                                      | 10        | Colrath         | Colrath        | Greg Sullivan | Vito Viscomi |
| Alle Folgen wurden weltweit am 8. Juni 2018 auf Netflix veröffentlicht. |           |                 |                |               |              |

### Staffel 2
| Nr. (ges.)                                                             | Nr. (St.) | Deutscher Titel | Originaltitel | Regie         | Drehbuch         |
| ---------------------------------------------------------------------- | --------- | --------------- | ------------- | ------------- | ---------------- |
| 11                                                                     | 1         | Zuhause         | Home          | Greg Sullivan | Whitney Rails    |
| 12                                                                     | 2         | Hollow Games    | Hollow Games  | Josh Mepham   | Laura Sreebny    |
| 13                                                                     | 3         | Die Rückkehr    | The Return    | Greg Sullivan | Steve Sullivan   |
| 14                                                                     | 4         | Rätsel          | Puzzled       | Josh Mepham   | Hillary Benefiel |
| 15                                                                     | 5         | Alchemie        | Alchemy       | Greg Sullivan | Al Shwartz       |
| 16                                                                     | 6         | Sackgasse       | Dead End      | Josh Mepham   | Laura Sreebny    |
| 17                                                                     | 7         | Balanceakt      | Unbalanced    | Greg Sullivan | Whitney Rails    |
| 18                                                                     | 8         | Fangzahn        | Fang          | Josh Mepham   | Steve Sullivan   |
| 19                                                                     | 9         | Feuer           | Fire          | Greg Sullivan | Whitney Rails    |
| 20                                                                     | 10        | Wettrennen      | Race          | Josh Mepham   | Laura Sreebny    |
| Alle Folgen wurden weltweit am 8. Mai 2020 auf Netflix veröffentlicht. |           |                 |               |               |                  |

## Besetzung und Synchronisation
Die deutschsprachige Synchronisation entsteht nach einem Dialogbuch und unter der Dialogregie von Stephanie Damare, die ebenfalls eine Sprechrolle übernimmt, durch die Synchronfirma CSC-Studio in Hamburg.

### Hauptfiguren
| Rolle         | Folgen                          | Darsteller Anm     | Originale Sprecher | Deutsche Sprecher    |
| ------------- | ------------------------------- | ------------------ | ------------------ | -------------------- |
| Mira          | 1 – 20                          | Lana Jalissa       | Ashleigh Ball      | Franciska Friede     |
| Kai           | 1 – 20                          | Harrison Houde     | Connor Parnall     | Daniel Kirchberger   |
| Adam          | 1 – 20                          | Peter Bundic       | Adrian Petriw      | Flemming Stein       |
| Freaky/Gustav | 1, 3 – 5, 7, 8, 10, 16, 18 – 20 | Mark Hildreth      | Mark Hildreth      | Rasmus Borowski      |
| Vanessa       | 5 – 10, 15 – 20                 | Destiny Millns     | Diana Kaarina      | Katharina von Keller |
| Reeve         | 5 – 10, 15 – 20                 | Abdoul Diallo      | Alex Barima        | Jesse Grimm          |
| Skeet         | 5 – 10, 13, 14, 19              | Chase Dallas Carey | Jesse Moss         | Brian Sommer         |
| Nisha         | 16, 18 – 20                     |                    | Kazumi Evans       | Nadine Wöbs          |
| Tyler         | 16, 18 – 20                     | Sam Vincent        | Tim Kreuer         |                      |
| Iris          | 16, 18 – 20                     | Khamisa Wilsher    | Elise Eikermann    |                      |

### Nebenfiguren
| Rolle             | Folgen           | Originale Sprecher   | Deutsche Sprecher |
| ----------------- | ---------------- | -------------------- | ----------------- |
| Hexen             | 2, 10            | Kathleen Barr        | Stephanie Damare  |
| Akuma / Andy Kuma | 4, 5, 14         |                      | Achim Buch        |
| Eisenholzbaum     | 4, 7, 10         | Nicole Oliver        | Gerlinde Dillge   |
| Benjamin          | 5, 6, 10, 16, 19 | Ian James Corlett    | Oliver Warsitz    |
| Benjamini         | 5, 6, 10, 16, 19 | Michael Daingerfield | Patrick Bach      |
| Dave              | 6, 7, 10         | Lee Tockar           | Achim Schülke     |
| Tod               | 3, 10, 16        | Brian Drummond       | Jürgen Holdorf    |
| Colrath           | 10               | Brian Drummond       | Jürgen Holdorf    |
| Adams Mutter      | 11, 12           | Nicole Oliver        |                   |
| Davis             | 11, 12           | Andrew McNee         | Volker Hanisch    |
| Miles             | 11, 12           | Sean Thomas          | David Berton      |
| Miras Väter       | 11, 12, 20       |                      |                   |
| Miras Väter       | 11, 12, 20       |                      |                   |
| Puzzlehead        | 14               | Sam Vincent          | Alexander Merbeth |
| Jules Voulcan     | 14, 15           | Sam Vincent          | Erik Schäffler    |
| Brynhilda         | 17, 18           | Nicole Oliver        | Tanja Dohse       |

## Veröffentlichung
Im Oktober 2016 kündigte Netflix sechs neue, originale Animationsserien an, darunter The Hollow als Produktion der Slap Happy Cartoons Inc., die 2018 erscheinen solle. Im Mai 2018 wurde die Serie mit dem 8. Juni als Veröffentlichungsdatum als Teil der Neuveröffentlichungen im Juni auf Netflix bekanntgegeben. Am 22. Januar 2019 wurde sie um eine zweite Staffel verlängert, die am 8. Mai 2020 erschien. Am 1. September 2020 wurde bekannt, dass die Serie nicht weitergeführt wird.

## Rezeption
The Hollow erreicht bei der Internet Movie Database 7,2 von 10 Punkten bei über 4.000 Bewertungen und bei Rotten Tomatoes eine Zuschauerbewertung von 63 %, während lediglich zwei der fünf Kritiker positiv gestimmt waren.
Dave Trumbore für Collider vergibt 4 Sterne und das Urteil „Sehr gut“. Er lobt besonders die Mystery-Elemente und die Auflösung am Ende, die den Zuschauer belohnt. Außerdem zieht er den Vergleich zu Maze Runner und zählt die Serie zu den besten Animationsserien für Kinder des Jahres 2018. Greg Wheeler von The Review Geek, der 7,5 von 10 Punkten vergibt, sieht einen perfekt ausgewogenen Ton zwischen dem Humor und der Action.
Für Joyce Slaton von Common Sense Media sind Kinder, die etwas zu jung für Stranger Things sind, im richtigen Alter für die Serie, und auch Eltern, die das Dunkle und Puzzles schätzen, könnten sie schauen. Ähnlich schreibt Oliver Armknecht von film-Rezensionen.de, der 7 von 10 Punkten vergibt, dass die Serie sich zwar tendenziell an ein jüngeres Publikum wendet, aber auch Erwachsene in das temporeiche und absurde Abenteuer reinschauen.
Zur zweiten Staffel schreibt Armaan Babu von meaww.com, sie fühle sich an wie „ein Fahrgeschäft durch wahnsinnig unterhaltsamen Herausforderungen und mit einem Mysterium, das gerade tief genug ist, um einen begeistert zu halten, ohne von den charismatischen Protagonisten abzulenken.“ Bei diesen wird ihre Charakterentwicklung und ihre weiteren Persönlichkeitsschichten, die sie dadurch erhalten, dass sie ihre Erinnerungen behalten haben und ihre Hintergrundgeschichten kennen, gelobt. „Jede Figur hat ihre einzigartige Persönlichkeit, ohne auf eine einzelne komödiantische Eigenschaft reduziert zu werden, wie es oft in Animationsserien der Fall ist. Sie sind auf solche Art fehlerhaft, dass es zu Feindseligkeit zwischen ihnen führt, besonders zwischen Adam und Reeve. Ein guter Test, wie gut Figuren geschrieben und zum Leben erweckt sind, ist, ob sie auch unter ganz normalen Umständen unterhaltsam wären; und diese Kinder, die in The Hollow gefangen sind, bestehen ihn mit Glanz und Gloria.“